# Condado de Fillmore (Minnesota)
O Condado de Fillmore é um dos 87 condados do estado americano do Minnesota. A sede do condado é Preston, e a sua maior cidade é Spring Valley.
O condado possui uma área de 2233 km² (dos quais 2 km² estão cobertos por água), uma população de 21 122 habitantes, e uma densidade populacional de 9 hab/km² (segundo o censo nacional de 2000). O condado foi fundado em 1853 e o seu nome é uma homenagem a Millard Fillmore (1800-1874), o 13.º presidente dos Estados Unidos.